# 888ligaen 2018-19
888ligaen var den 83. sæson af Håndboldligaen, den bedste herrerække i håndbold i Danmark. Lemvig-Thyborøn Håndbold og TMS Ringsted var oprykkerne fra 1. Division.
Mesterskabet blev vundet af Aalborg Håndbold, da de slog GOG i finalen over 3 kampe. TMS Ringsted rykkede ned, da de sluttede sidst i grundspillet.

## Format
Turneringen bliver afviklet med et grundspil og et slutspil. I grundspillet spiller alle holdene mod hinanden ude og hjemme, og ved afslutningen heraf går de otte bedste videre til playoff, mens det nederst placerede hold rykker direkte ned i 1. division. Det næstnederste og det tredjenederste hold spiller playoff-kampe mod nummer to og tre fra 1. division om pladser i næste års liga. Vinderne af 1. division rykkede automatisk op.
Playoffspillet for de bedste hold foregår i to puljer af fire hold, der spiller alle mod alle ude og hjemme. Efter dette afgør slutspillet DM-medaljerne, idet de to bedst placerede fra hver pulje går videre til semifinalerne. Semifinalerne bliver spillet bedst af tre kampe, og vinderne af semifinalerne går i finalen, mens taberne spiller bronzematch. Begge disse opgør blev ligeledes spillet bedst af tre kampe.

## Hold-informationer
Herrehåndboldligaen 2018-19 bestod af følgende hold:
| Hold                     | By                    | Arena                                | Tilskuere   |
| ------------------------ | --------------------- | ------------------------------------ | ----------- |
| Aalborg Håndbold         | Aalborg               | Jutlander Bank Arena                 | 5,009       |
| Aarhus Håndbold          | Aarhus                | Ceres Arena                          | 5,001       |
| Bjerringbro-Silkeborg    | Bjerringbro           | Jysk Arena                           | 2,845       |
| GOG                      | Gudme                 | SU`VI:T Arena                        | 2,265       |
| KIF Kolding              | Kolding               | Kolding Hallen                       | 5,182       |
| Lemvig-Thyborøn Håndbold | Lemvig                | Arena Vestjylland Forsikring         | 1,400       |
| Mors-Thy                 | Nykøbing Mors Thisted | Jyske Bank Mors Arena Thy Hallen     | 2,296 1,284 |
| Nordsjælland Håndbold    | Helsinge Hillerød     | Helsinge-Hallen FrederiksborgCentret | 1,600 1,100 |
| Ribe-Esbjerg             | Esbjerg Ribe          | Blue Water Dokken Invactor Arena     | 3,386 1,976 |
| Skanderborg              | Skanderborg           | Fælledhallen                         | 2,000       |
| Skjern                   | Skjern                | Skjern Bank Arena                    | 3,264       |
| SønderjyskE              | Sønderborg            | Skansen                              | 2,200       |
| TMS Ringsted             | Ringsted              | Ringsted-Hallen                      | 1,600       |
| TTH Holstebro            | Holstebro             | Idrætscenter Vest                    | 3,250       |

## Stilling
| Pos | Hold                     | K  | V  | U | T  | M+  | M-  | MF   | P  | Kvalifikation            |
| --- | ------------------------ | -- | -- | - | -- | --- | --- | ---- | -- | ------------------------ |
| 1   | Aalborg Håndbold         | 26 | 20 | 1 | 5  | 795 | 691 | +104 | 41 | Kvalificeret til Playoff |
| 2   | GOG Håndbold             | 26 | 19 | 2 | 5  | 768 | 680 | +88  | 40 | Kvalificeret til Playoff |
| 3   | Bjerringbro-Silkeborg    | 26 | 17 | 3 | 6  | 780 | 719 | +61  | 37 | Kvalificeret til Playoff |
| 4   | TTH Holstebro            | 26 | 15 | 5 | 6  | 779 | 730 | +49  | 35 | Kvalificeret til Playoff |
| 5   | Skjern Håndbold          | 26 | 17 | 0 | 9  | 789 | 710 | +79  | 34 | Kvalificeret til Playoff |
| 6   | Skanderborg Håndbold     | 26 | 15 | 2 | 9  | 726 | 707 | +19  | 32 | Kvalificeret til Playoff |
| 7   | Århus Håndbold           | 26 | 13 | 3 | 10 | 722 | 725 | −3   | 29 | Kvalificeret til Playoff |
| 8   | SønderjyskE Herrer       | 26 | 10 | 3 | 13 | 728 | 740 | −12  | 23 | Kvalificeret til Playoff |
| 9   | Ribe-Esbjerg HH          | 26 | 10 | 3 | 13 | 667 | 702 | −35  | 23 |                          |
| 10  | Mors-Thy Håndbold        | 26 | 7  | 3 | 16 | 674 | 693 | −19  | 17 |                          |
| 11  | Nordsjælland Håndbold    | 26 | 7  | 3 | 16 | 695 | 740 | −45  | 17 |                          |
| 12  | Lemvig-Thyborøn Håndbold | 26 | 5  | 3 | 18 | 673 | 778 | −105 | 13 | Går i Nedrykningsplayoff |
| 13  | KIF Kolding København    | 26 | 4  | 4 | 18 | 673 | 747 | −74  | 12 | Går i Nedrykningsplayoff |
| 14  | TMS Ringsted             | 26 | 4  | 3 | 19 | 646 | 753 | −107 | 11 | Direkte Nedrykning       |

## Grundspil
| Hjemme \ Ude             | AAL   | AAR   | BSV   | GOG   | KIF   | LTH   | MTH   | NSH   | REH   | SKA   | SKJ   | SØN   | TMS   | TTH   |
| ------------------------ | ----- | ----- | ----- | ----- | ----- | ----- | ----- | ----- | ----- | ----- | ----- | ----- | ----- | ----- |
| Aalborg Håndbold         |       | 27–23 | 33–34 | 21–21 | 28–25 | 36–29 | 31–22 | 37–29 | 24–22 | 25–29 | 37–26 | 29–24 | 34–25 | 31–27 |
| Århus Håndbold           | 26–38 |       | 22–33 | 26–30 | 28–21 | 30–18 | 26–26 | 31–26 | 25–23 | 24–22 | 23–24 | 27–26 | 31–26 | 31–31 |
| Bjerringbro-Silkeborg    | 29–28 | 28–26 |       | 19–24 | 33–30 | 33–27 | 27–23 | 25–25 | 26–30 | 29–26 | 29–33 | 30–30 | 32–26 | 33–37 |
| GOG Håndbold             | 34–25 | 32–24 | 30–31 |       | 33–26 | 28–24 | 31–26 | 34–26 | 32–28 | 27–30 | 35–34 | 30–33 | 27–24 | 27–23 |
| KIF Kolding              | 30–34 | 25–31 | 27–27 | 23–23 |       | 34–23 | 25–28 | 24–26 | 20–24 | 26–26 | 23–29 | 29–32 | 29–27 | 24–33 |
| Lemvig-Thyborøn Håndbold | 23–33 | 26–32 | 24–31 | 23–35 | 31–31 |       | 25–24 | 26–25 | 33–28 | 25–29 | 25–36 | 30–27 | 30–30 | 30–30 |
| Mors-Thy Håndbold        | 25–27 | 30–30 | 26–29 | 25–30 | 30–22 | 24–27 |       | 29–25 | 29–31 | 26–22 | 26–33 | 23–25 | 33–22 | 29–30 |
| Nordsjælland Håndbold    | 25–29 | 28–29 | 23–33 | 27–30 | 36–24 | 29–25 | 25–23 |       | 25–29 | 30–34 | 22–26 | 33–30 | 28–29 | 31–32 |
| Ribe-Esbjerg HH          | 24–30 | 24–33 | 31–32 | 21–28 | 22–20 | 29–27 | 23–23 | 24–24 |       | 25–25 | 19–30 | 21–23 | 28–25 | 28–25 |
| Skanderborg Håndbold     | 26–30 | 35–31 | 31–27 | 32–29 | 33–28 | 27–25 | 24–27 | 25–29 | 29–28 |       | 29–28 | 25–31 | 33–22 | 24–29 |
| Skjern Håndbold          | 35–31 | 36–28 | 33–26 | 29–30 | 28–31 | 30–25 | 27–24 | 36–22 | 23–20 | 25–27 |       | 35–25 | 36–31 | 30–37 |
| SønderjyskE Herrer       | 27–30 | 27–28 | 29–35 | 33–30 | 32–28 | 30–21 | 27–30 | 24–21 | 27–29 | 21–26 | 25–30 |       | 29–25 | 34–38 |
| TMS Ringsted             | 22–31 | 23–29 | 21–32 | 20–28 | 25–26 | 25–24 | 24–22 | 24–27 | 27–33 | 23–27 | 28–24 | 27–27 |       | 22–22 |
| TTH Holstebro            | 29–36 | 30–28 | 24–27 | 27–30 | 25–22 | 32–27 | 25–21 | 28–28 | 34–24 | 37–30 | 32–30 | 30–30 | 32–23 |       |

## Slutspil
Nr.1-8 fra grundspillet opdeles i to grupper hvor de to bedste går videre til semifinalen

### Gruppe 1
| Pos | Hold               | K | V | U | T | M+  | M-  | MF  | P | Kvalifikation                  |
| --- | ------------------ | - | - | - | - | --- | --- | --- | - | ------------------------------ |
| 1   | Aalborg Håndbold   | 6 | 3 | 0 | 3 | 179 | 164 | +15 | 8 | Kvalificeret til semifinalerne |
| 2   | Skjern Håndbold    | 6 | 4 | 0 | 2 | 180 | 155 | +25 | 9 | Kvalificeret til semifinalerne |
| 3   | TTH Holstebro      | 6 | 3 | 0 | 3 | 166 | 167 | −1  | 6 |                                |
| 4   | SønderjyskE Herrer | 6 | 2 | 0 | 4 | 147 | 186 | −39 | 4 |                                |

| Hjemme \ Ude       | AAL   | SØN   | SKJ   | TTH   |
| ------------------ | ----- | ----- | ----- | ----- |
| Aalborg Håndbold   |       | 33–23 | 34–28 | 27–28 |
| SønderjyskE Herrer | 22–30 |       | 19–26 | 29–28 |
| Skjern Håndbold    | 35–28 | 39–22 |       | 28–21 |
| TTH Holstebro      | 28–27 | 30–32 | 31–24 |       |

### Gruppe 2
| Pos | Hold                  | K | V | U | T | M+  | M-  | MF | P  | Kvalifikation                  |
| --- | --------------------- | - | - | - | - | --- | --- | -- | -- | ------------------------------ |
| 1   | GOG Håndbold          | 6 | 4 | 0 | 2 | 177 | 171 | +6 | 10 | Kvalificeret til semifinalerne |
| 2   | Bjerringbro-Silkeborg | 6 | 3 | 1 | 2 | 178 | 177 | +1 | 8  | Kvalificeret til semifinalerne |
| 3   | Skanderborg Håndbold  | 6 | 3 | 1 | 2 | 181 | 180 | +1 | 7  |                                |
| 4   | Århus Håndbold        | 6 | 1 | 0 | 5 | 173 | 181 | −8 | 2  |                                |

| Hjemme \ Ude          | BSV   | GOG   | AAR   | SKA   |
| --------------------- | ----- | ----- | ----- | ----- |
| Bjerringbro-Silkeborg |       | 29–30 | 32–29 | 30–30 |
| GOG Håndbold          | 28–29 |       | 32–29 | 29–26 |
| Århus Håndbold        | 31–25 | 26–28 |       | 31–32 |
| Skanderborg Håndbold  | 29–33 | 32–30 | 32–27 |       |

### Final four

#### Semifinale
| Dato     | Dato     | Dato     | Hjemmehold i 1. kamp | Hjemmehold i 2. kamp  | Resultater | Resultater | Resultater |
| Kamp 1   | Kamp 2   | Kamp 3   | Hjemmehold i 1. kamp | Hjemmehold i 2. kamp  | Kamp 1     | Kamp 2     | Kamp 3     |
| -------- | -------- | -------- | -------------------- | --------------------- | ---------- | ---------- | ---------- |
| 22-05-19 | 26-05-19 | -        | Aalborg Håndbold     | Bjerringbro-Silkeborg | 34–32      | 32–34      | -          |
| 22-05-19 | 26-05-19 | 30-05-19 | GOG Håndbold         | Skjern Håndbold       | 28–25      | 30–31      | 28–25      |

! Holdene spiller best af 3 kampe. Hvis der er pointlighed efter 2 kampe, spilles den tredje.

#### Bronzekamp
| Dato     | Dato     | Dato   | Hjemmehold i 1. kamp  | Hjemmehold i 2. kamp | Resultater | Resultater | Resultater |
| Kamp 1   | Kamp 2   | Kamp 3 | Hjemmehold i 1. kamp  | Hjemmehold i 2. kamp | Kamp 1     | Kamp 2     | Kamp 3     |
| -------- | -------- | ------ | --------------------- | -------------------- | ---------- | ---------- | ---------- |
| 02-06-19 | 05-06-19 | -      | Bjerringbro-Silkeborg | Skjern Håndbold      | 32–35      | 38–32      |            |

! Holdene spiller best af 3 kampe. Hvis der er pointlighed efter 2 kampe, spilles den tredje.

#### Finale
| Dato     | Dato     | Dato     | Hjemmehold i 1. kamp og 3. kamp | Hjemmehold i 2. kamp | Results | Results | Results |
| Kamp 1   | Kamp 2   | Kamp 3   | Hjemmehold i 1. kamp og 3. kamp | Hjemmehold i 2. kamp | Kamp 1  | Kamp 2  | Kamp 3  |
| -------- | -------- | -------- | ------------------------------- | -------------------- | ------- | ------- | ------- |
| 02-06-19 | 06-06-19 | 09-06-19 | Aalborg Håndbold                | GOG Håndbold         | 30–33   | 31–31   | 38–32   |

! Holdene spiller best af 3 kampe. Hvis der er pointlighed efter 2 kampe, spilles den tredje.

## Nedrykningsspil
Nr. 12-13 fra ligaen mødte med nr. 2-3 fra 1. division. Der bliver spillet bedst af tre kampe. Vinderen spiller næste sæson i ligaen, mens taberne spiller i 1. division.
| Pos | Hold                     | K | V | U | T | M+  | M-  | MF | P | Kvalifikation eller nedrykning |
| --- | ------------------------ | - | - | - | - | --- | --- | -- | - | ------------------------------ |
| 1   | Ribe-Esbjerg HH          | 4 | 3 | 0 | 1 | 109 | 100 | +9 | 8 |                                |
| 2   | Nordsjælland Håndbold    | 4 | 3 | 0 | 1 | 110 | 110 | 0  | 7 |                                |
| 3   | Mors-Thy Håndbold        | 4 | 2 | 0 | 2 | 108 | 106 | +2 | 6 |                                |
| 4   | Lemvig-Thyborøn Håndbold | 4 | 1 | 0 | 3 | 106 | 114 | −8 | 3 |                                |
| 5   | KIF Kolding              | 4 | 1 | 0 | 3 | 113 | 116 | −3 | 2 | Nedrykningsplayoff             |

| Hjemme \ Ude             | KIF   | LTH   | MTH   | NSH   | REH   |
| ------------------------ | ----- | ----- | ----- | ----- | ----- |
| KIF Kolding              |       |       |       | 32–35 | 24–29 |
| Lemvig-Thyborøn Håndbold | 28–26 |       | 29–22 |       |       |
| Mors-Thy Håndbold        | 24–31 |       |       | 29–22 |       |
| Nordsjælland Håndbold    |       | 27–24 |       |       | 26–25 |
| Ribe-Esbjerg HH          |       | 30–26 | 25–24 |       |       |

## Topscorere
Kilde:
| Nr | Spiller                  | Klub                  | Mål |
| -- | ------------------------ | --------------------- | --- |
| 1  | Anders Eggert            | Skjern Håndbold       | 171 |
| 2  | Magnus Bramming          | TTH Holstebro         | 166 |
| 3  | Johan Meklenborg         | Nordsjælland Håndbold | 148 |
| 4  | Nikolaj Ø. Nielsen       | Bjerringbro-Silkeborg | 144 |
| 5  | Aaron Mensing            | SønderjyskE Herrer    | 143 |
| 6  | Jóhan Hansen             | Bjerringbro-Silkeborg | 138 |
| 7  | Emil Jakobsen            | GOG Håndbold          | 133 |
| 8  | Nikolaj Læsø             | Aarhus Håndbold       | 132 |
| 9  | Ómar Ingi Magnússon      | Aalborg Håndbold      | 129 |
| 10 | Mads Kjeldgaard Andersen | Mors-Thy Håndbold     | 127 |

| Nr | Navn                | Klub                  | Mål |
| -- | ------------------- | --------------------- | --- |
| 1  | Anders Eggert       | Skjern Håndbold       | 223 |
| 2  | Magnus Bramming     | TTH Holstebro         | 211 |
| 3  | Nikolaj Ø. Nielsen  | Bjerringbro-Silkeborg | 207 |
| 4  | Lasse Møller        | GOG Håndbold          | 197 |
| 5  | Jóhan Hansen        | Bjerringbro-Silkeborg | 193 |
| 6  | Emil Jakobsen       | GOG Håndbold          | 186 |
| 7  | Sebastian Barthold  | Aalborg Håndbold      | 175 |
| 8  | Ómar Ingi Magnússon | Aalborg Håndbold      | 196 |
| 9  | Eivind Tangen       | Skjern Håndbold       | 166 |
| 10 | Nikolaj Læsø        | Århus Håndbold        | 165 |

## Eksterne links
- Officiel hjemmeside Arkiveret 4. februar 2017 hos  Wayback Machine